# Tauentzienstrasse
Tauentzienstraße er en kendt forretningsgade i bydelene Charlottenburg og Schöneberg i Berlin. Den er en del af den såkaldte Generalzug, en bred boulevard med midterstribe, hvor der oprindelige kørte en sporvej. Gaden blev anlagt i kejsertiden efter forbillede af Paris' boulevarder og krydser hele det sydvestlige Berlin.
Gaden er opkaldt efter den preussiske general Friedrich Bogislav von Tauentzien (1760-1824) og er den mest besøgte handelsgade i Berlin. Bl.a. befinder Kaufhaus des Westens sig i gaden.
52°30′11″N 13°20′22″Ø / 52.50314°N 13.33933°Ø